# Epiphragma hardyi
Epiphragma hardyi là một loài ruồi trong họ Limoniidae. Chúng phân bố ở miền Australasia.